# Slavonski Brod (stacja kolejowa)
Slavonski Brod – stacja kolejowa w miejscowości Slavonski Brod, w żupanii brodzko-posawskiej, w Chorwacji. Stacja znajduje się na linii Novska – Tovarnik, będącej częścią ważnej magistrali Zagrzeb-Belgrad.

## Linie kolejowe
- Novska – Tovarnik